# اسکوپوس
اسکوپوس (به انگلیسی: Scopus) یکی از نمایه‌های استنادی معتبر و شناخته‌شده است که اطلاعات کتاب‌شناختی حدود ۶۰ میلیون سند را در خود جمع‌آوری کرده است. اسکوپوس اطلاعات محصولات حدود پنج هزار ناشر علمی را از سراسر جهان در خود جای داده است. در مجموع اسکوپوس اطلاعات ۱۶ هزار و پانصد مجلهٔ علمی پژوهشی را در خود نمایه کرده است. اسکوپوس یکی از محصولات الزویر است که استفاده از اطلاعات آن نیاز به اشتراک و پرداخت هزینه دارد.

## مقایسه
اسکوپوس همهٔ حیطه‌های علوم که شامل علوم زیستی، فیزیک و شیمی و علوم اجتماعی می‌شود را در برمی‌گیرد. در مقایسه‌ای که با وب آو ساینس انجام شده، اسکوپوس حدود ۲۰ درصد پوشش بیشتری از آن داشته است اما مقالات قبل از سال ۱۹۹۵ را ندارد برخلاف وب آو ساینس که تا سال ۱۹۴۵ را شامل می‌شود و گوگل اسکالر نسبت به این پایگاه‌ها دقت کمتری دارد و اطلاعات مربوط به یادکرد در آن کمی معیوب است و دیر به دیر به روزرسانی می‌شود.
مطالعه دیگری که در سال ۲۰۰۶ انجام شد می‌گوید سرچ در اسکوپوس و کار با آن راحت‌تر است حتی برای کاربران تازه‌کار. در این پایگاه می‌توان در یادکردها به جلو و عقب رفت؛ یعنی مقاله به چه منابعی ارجاع داده یا چه مقالاتی به این مقاله ارجاع داده‌اند. همچنین از آنجا که این پایگاه بین رشته‌ای است می‌توان در این زنجیره یادکردها به مقالاتی که خارج از رشته محقق است نیز رفت.
اسکوپوس همچنین برای هر نویسنده، پروفایل هم ارائه می‌دهد که اطلاعات مهمی را دربردارد مانند affiliation (وابستگی به دانشگاه یا موسسات دیگر)، تعداد آثار چاپ شده و اطلاعات کتابشناسی آنها، مراجع و تعداد یادکردهایی که هریک از مقالات دریافت کرده است. شاخص اچ را برای نویسنده حساب می‌کند. کاربرانی که ثبت نام کرده‌اند می‌توانند در حساب کاربری خود این قابلیت را فعال کنند که اگر در پروفایل کاربری خاص تغییری ایجاد شد به آن‌ها گزارش شود. باید توجه داشت که اسکوپوس تنها انتشاراتی که به صورت متوالی و مجموعه می‌باشد را نمایه می‌کند. (مثل ژورنال‌ها، ژورنال‌ها ی تجاری، سری کتاب‌ها و کنفرانس متریال‌هایی که آی اِس اِس اِن دارند) تنها مورد استثناء conference paper (در بردارندهٔ نسخهٔ نهایی و متن کامل مقالات) می‌باشد که نمایه می‌شود اما meeting abstractها که خلاصه‌هایی کوتاه از پژوهش‌های در حال اجرا می‌باشد در اسکوپوس نمایه نمی‌شود.